# Артемьев, Иван Андреевич
Ива́н Андре́евич Арте́мьев (1932—1978) — тракторист колхоза «Рассвет» Тулунского района Иркутской области, Герой Социалистического Труда (1966).

## Биография
Родился в 1932 году в селе Икей Тулунского района. Работал трактористом в колхозе «Рассвет».

### Трудовой подвиг
За высокие показатели в труде Указом Президиума Верховного Совета СССР от 23 июня 1966 года удостоен звания Герой Социалистического Труда с вручением золотой медали «Серп и Молот» и ордена Ленина.